# Rychta v Kosově
Bývalá rychta stojí u silnice II/315 nad obcí Kosov v okrese Šumperk. Empírová stavba je kulturní památkou České republiky.

## Historie
V roce 1464 obec Kosov zakoupili Jan a Jiří Tunklové ze Zábřeha a Brníčka a připojili ji k zábřežskému panství. Doložený první rychtář v obci je uváděn v roce 1618 a byl jím Václav Vaniorek. V roce 1666 od rychtáře Pavla Braunera odkoupil rychtu Hans Steidl z Tatenice za 600 moravských tolarů. S výjimkou let 1997–2010 je rychta v držení rodu Steidlerů. Přestavbu rychty v empírovém slohu provedl Ignatz Steidl v roce 1834. Do roku 1995 fungovala jako zemědělský statek. V roce 1964 byla zapsána do státního seznamu kulturních památek.

## Popis

### Exteriér
Rychta je samostatně stojící přízemní zděná podsklepená budova postavená na půdorysu obdélníku a orientovaná okapovou stranou k silnici. Cihlová budova je postavená na kamenných základech. Rychta má obytnou část, na ni navazují dvorní přístavby a hospodářský trakt se dvěma samostatnými křídly tvořícími stodoly. Má sedlovou a valbovou střechu s hambalkovými ručně tesanými krovy. Střecha byla krytá šindelem, pod ní je bohatě profilovaná korunní římsa.
Obytná část v hlavním průčelí je sedmiosá, v čelním průčelí jsou tři okenní osy s obdélnými okny. Fasáda má příčnou rustiku. Ve střední ose obytné budovy je v přízemí vchod s pískovcovým portálem s půlkruhovým záklenkem a s klenákem zdobeným čtyřmi rozetami. V ostění je vytesán nápis No. 1 (popisné číslo) a Ignatz Steidel 1834. Nad vchodem je v patře vyzděná vikýřová nadstavba s trojúhelníkovým štítem. V čelní stěně  jsou obdélníková okna s nadokenními frontony. Po obvodu štítu jsou římsy a v něm je štukový reliéf s Božím okem a datací Anno MDCCCXXXVIII. Okna obytné části jsou obdélná, s podokenní pískovcovou římsou. V jižním průčelí je předstoupený trakt s valbovou střechou, jejíž hřeben je níž než hřeben hlavní sedlové střechy. Východní trakt je tvořen zděnou stodolou s bedněným štítem (dříve byla průjezdná). Druhá stodola napojená na chlévy a jižní trakt je postaven na cihlových hranolových pilířích s třemi bedněnými stěnami.

### Interiér
Síň má klenbu s lunetami a cihlovou podlahu. Vpravo od síně je velká místnost s trámovým záklopovým stropem se dvěma příčnými trámy, podlaha je desková. Do místnosti zasahuje chlebová pec. Vlevo od síně je místnost sklenuta dvěma českými plackami. Úzká ulička vlevo ze síně vede do stájí. Další východ je na krytou verandu, ze které se vstupuje na zápraží. Ze zastřešeného zápraží se vstupuje do chlévů, stájí, sklepa a na dvůr. Chlévy a stáj jsou sklenuty valenou klenbou. Ze síně se také vstupuje do kuchyně, která je těsně před verandou. Má plochý strop a vchod do další místnosti s plochým stropem s fabionem. Naproti kuchyně je spíž (klenutá s lunetami). Část půdního prostoru sloužilo jako sýpky. V mansardové nadstavbě byla obytná místnost.

## Zajímavosti
- Cihly byly dělány ručně, na místě byly vypáleny a jsou kladeny na hliněnou maltu.
- Zdi  mají tloušťku až devadesát centimetrů.
- K rychtě patřil sklep pro uskladnění a chlazení mléka  postavený v protějším svahu přes cestu.
- Rychta měla právo šenku, čepovalo se v velké síni, která byla i tanečním sálem.
- Na rychtě v červnu 1894 pobývala spisovatelka Růžena Svobodová, která sem přijela na doporučení svého přítele Josefa Pecla, pražského nakladatele a redaktora. Svoje zážitky uveřejnila nejdříve v pražském časopisu Rozhledy a pak je vydala v roce 1898 v knižní podobě pod názvem V odlehlé dědině. K jejímu 120. výročí pobytu na rychtě byla v roce 2014 odhalena pamětní deska.[3][4]